# 国民リスト
国民リスト (イタリア語: Lista Nazionale) は、イタリア王国の政党連合。1924年、ベニート・ムッソリーニの国家ファシスト党を中心に結成され、ジョヴァンニ・ジョリッティのイタリア自由党、ヴィットーリオ・エマヌエーレ・オルランドのイタリア民主自由主義党、アルチーデ・デ・ガスペリのイタリア人民党が参加した。
同年の総選挙で国民リストが圧勝したことでファシズム体制の確立が本格化し、反ファシズム運動との対立を経て国家ファシスト党による一党制に移行した。

## 経緯
1922年、ローマ進軍によって国家ファシスト党（PNF）を筆頭とする国民ブロック・人民党・自由党によるベニート・ムッソリーニ政権が成立し、ジョリッティが形成した政治権力をボノーミやファクタから継承する事に成功した。ムッソリーニは経済再建や国威発揚の成功によってイタリア国民から高い支持率を獲得した。高支持率を背景にムッソリーニは議会制民主主義の腐敗を終わらせる事を目的とした、一党優位制を志向する比例代表制選挙の改革を実施した。この改正案では今後第1党となった政党が半数を超える議席を取得する事となり、多党制のバランスが大きく崩れる事が予想された。
連立政権内でも民主主義のあり方を巡って対立が起き、特に人民党では改正に反対する党首アルチーデ・デ・ガスペリの党派（ただし同じ趣旨の選挙改革は第二次世界大戦後に政権を得たガスペリ自身も行っており、現在のイタリア政界でも施行されている）と、カトリック教会と王家の和解に成功したムッソリーニを支持する党派とに分裂した状態になった。
1924年、ムッソリーニは次の選挙での与党勢力を色分けする為、PNFと国民ブロックと合併した上で新しい選挙連合「国民リスト」を結成、協力政党に参加を求めた。最終的に「国民リスト」にはイタリア自由党、イタリア民主自由主義党、そして反ガスペリ派のイタリア人民党議員が参加した。「国民リスト」は総選挙で得票の65%を集めて選挙法改正とは無関係に過半数を獲得する圧勝に終わった。
総選挙後、イタリア統一社会党のジャコモ・マッテオッティ暗殺事件を契機に野党を中心とする反ファシズム運動が過激化するが、ファシスト政権の国民的支持は揺るがず、軍と国王もムッソリーニを支持した。結果的にはムッソリーニの独裁制と一党制への改革を後押しする事になった。
1925年、ムッソリーニは議会で独裁を布告する演説を行い、首相職と異なり議会に拘束されない首席宰相及び国務大臣（イタリア語: Capo del governo primo ministro segretario di Stato）に就任した。
翌1926年には「反ファシスト主義者からの議席剥奪」が下院議会で可決され、国家ファシスト党以外の全政党が非合法化された。これによって参加政党が1党のみとなった国民リストは自然消滅した。平行して地方首長選挙の廃止、全選挙区を定員400名の全国区に統一する選挙改革も実施された。
1929年、事実上の翼賛選挙が行われて国家ファシスト党の一党制が完成した。
しかし議会制民主主義への攻撃は緩められず、1939年に既存の選挙制度と下院を廃止して労働組合から産業別の代表を選出するファシズム・コーポラティズム議院が設置された。

## 参加政党
| 政党名 | 政党名                        | 主義               | 指導者                                   |
| ------ | ----------------------------- | ------------------ | ---------------------------------------- |
|        | 国家ファシスト党（PNF）       | ファシズム         | ベニート・ムッソリーニ                   |
|        | イタリア自由党（PLI）         | 自由主義・保守主義 | ジョヴァンニ・ジョリッティ               |
|        | イタリア人民党（PPI）         | キリスト教民主主義 | アルチーデ・デ・ガスペリ（本人は不参加） |
|        | イタリア民主自由主義党（PLD） | 民主社会主義       | ヴィットーリオ・エマヌエーレ・オルランド |